# Ustrzyzna
Ustrzyzna (Ustrzyna) – potok, lewy dopływ Lachówki o długości 2,47 km i powierzchni zlewni 4,8 km².
Zlewnia potoku znajduje się w południowo-wschodniej części Beskidu Małego, pomiędzy wzniesieniami Grupy Żurawnicy, Lipskiej Góry, Pietyrowej, Sołowej i Wierchów. Spływa przez miejscowość Stryszawa, w której uchodzi do Lachówki na wysokości 369 m. Doliną Ustrzyzny biegnie szosa łącząca Stryszawę z Krzeszowem oraz niebieski szlak turystyczny zwany Szlakiem Widoków.